# Janghwa Hongnyeon jeon
Janghwa Hongnyeon jeon (Die Geschichte von Rose und Lotus) ist ein koreanisches Volksmärchen aus der Zeit der Joseon-Dynastie.

## Handlung
Es war einmal ein Vater, der zwei Töchter hatte, Rose und Lotus. Jedoch verstarb die Mutter kurz nach der Geburt. Er trauerte sehr um sie und war deshalb für mehrere Jahre nicht in der Lage, erneut zu heiraten. Die Mädchen wuchsen deswegen ohne Mutter auf. Plötzlich sah er jedoch ein, dass die Töchter eine Mutter brauchen. Der Vater heiratete daraufhin eine Frau mit Sohn. Dennoch war er unglücklich und konnte seiner Frau nicht genügend Aufmerksamkeit widmen. Geschichten über seine verstorbene Gattin machten seine Frau sehr eifersüchtig und diese entschloss sich, die Mädchen loszuwerden.
Eines Nachts fing sie eine Ratte, häutete sie und legte sie in das Bett von Rose. Am nächsten Morgen erklärte sie das Mädchen für nicht zurechnungsfähig. Der Vater schickte das Mädchen in Begleitung der Stiefmutter zu Verwandten, um einen Skandal zu vermeiden. Als beide weit genug vom Haus entfernt waren, wurde sie zornig über Roses angebliches Fehlverhalten und drohte ihr damit, sie zu töten. Rose warf sich daraufhin selbst in den Fluss und ertrank.
In dieser Nacht träumte Lotus von Rose, die im Traum als Geist erschien, um sie vor der Stiefmutter zu warnen. Als Lotus ihre Stiefmutter fragte, was passiert sei, antwortete diese, dass Rose Schande über die Familie gebracht und sich selbst ertränkt hat. Lotus fand den Fluss und sah darin den Geist ihrer Schwester. Sie wurde daraufhin so aufgebracht, dass sie beschloss, sich ihrem Schicksal hinzugeben und sich ebenfalls zu ertränken.
Einige Zeit später bekam die Provinz, in der die Familie lebte, einen neuen Gouverneur. Er erfuhr, dass alle vorigen Gouverneure gestorben seien, als zwei Geister über sie kamen. Er jedoch hatte keine Angst. Eines Nachts wachte er auf und sah die beiden Schwestern, aber anstatt den Verstand zu verlieren und zu sterben wie seine Vorgänger, sprach er zu ihnen. Die Schwestern offenbarten ihm die Wahrheit und er besuchte am nächsten Morgen die Eltern der Mädchen. Die Stiefmutter zeigte ihm die tote Ratte, aber er erkannte nicht, was wirklich vor sich gegangen war und ließ die Eltern gehen.
Nachts drauf kamen die Mädchen wieder zum Gouverneur und sagten ihm, er solle genauer hinsehen. Das tat er am nächsten Morgen und erkannte die Lügen der Stiefmutter. Er ließ die Stiefmutter und ihren Sohn umbringen und ließ den Vater frei.
Der Vater fand den Fluss und sah die Mädchen mit dem Kopf nach oben im Wasser treiben. Sie sahen aus als ob sie schliefen und nicht tot wären. Er begrub sie und trauerte um sie und seine eigene Naivität. Einige Jahre später heiratete er eine sehr nette Frau. Eines Nachts träumte er von den Töchtern, die ihm erzählen, dass sie wiederkommen werden. Am Morgen darauf brachte seine dritte Frau ihm zwei Blumen, eine Rose und einen Lotus. Neun Monate später gebar sie zwei Mädchen, die genau so aussahen wie die toten Schwestern. Die beiden Mädchen wurden ebenfalls Rose und Lotus genannt und alle lebten daraufhin glücklich.

## Verfilmungen
Die Handlung wurde schon mehrmals filmisch umgesetzt und diente als Grundlage für Kim Jee-woons A Tale of Two Sisters.
- 1924: Janghwa Hongnyeon jeon von Park Jun-hyun
- 1936: Janghwa Hongnyeon jeon von Hong Gae-myeong
- 1956: Janghwa Hongnyeon jeon von Jeong Chang-hwa
- 1962: Dae Jang-hwa Hongnyeon jeon von Jeong Chang-hwa
- 1972: Janghwa Hongnyeon jeon von Lee Yu-seob
- 2003: A Tale of Two Sisters von Kim Jee-woon